# 버팔로 솔저
버팔로 솔저(Buffalo Soldiers)는 독일에서 제작된 그레고 조던 감독의 2001년 코미디, 드라마, 범죄, 전쟁 영화이다. 호아킨 피닉스 등이 주연으로 출연하였다.

## 출연

### 주연
- 호아킨 피닉스
- 에드 해리스

### 조연
- 스콧 글렌
- 안나 파킨
- 딘 스톡웰
- 엘리자베스 맥거번
- 가브리엘 만
- 리온

## 제작진
- 원작자: 로버트 오코너
- 공동제작: 크리스 톰슨
- 미술: 스티븐 존스-에반스
- 의상: 오딜 딕스-머록스
- 배역: 애비 코엔
- 배역: 알리 파렐
- 배역: 로라 로센달
- Ass-PD: 에이미 카우프먼
- 공동기획: 크리스 크리사피스
- 공동기획: 제임스 윌슨